# Józef (Naniescu)
Józef, imię świeckie Ioan Naniescu (ur. 1820 w Răzălăii, zm. 26 stycznia 1902 w Jassach) – rumuński biskup prawosławny, w latach 1875–1902 metropolita Mołdawii.

## Życiorys
Był synem prawosławnego kapłana Ananii Mihalache i jego małżonki Teodosii. W wieku dwóch lat stracił ojca, po czym był wychowywany przez matkę, następnie w wieku jedenastu lat oddany do monasteru św. Spirydona w Jassach, skąd przeniósł się razem z krewnym, hierodiakonem Teofilem, do monasteru św. Samuela Proroka w Fokszanach. Wieczyste śluby mnisze złożył 23 listopada 1835 w tym właśnie klasztorze, na ręce biskupa Buzău Cezarego. W latach 1836–1840 uczył się w seminarium duchownym w Buzău, następnie w latach 1840–1847 w Kolegium św. Sawy w Bukareszcie. Dwa lata po ukończeniu nauki powierzono mu godność przełożonego, ihumena monasterów Șerbănești-Morunglavu oraz Găiseni, chociaż dopiero w 1850 został wyświęcony na hieromnicha. Godność archimandryty otrzymał w 1860. Przez kolejne trzynaście lat był związany z Bukaresztem, gdzie był od 1860 do 1863 administratorem monasteru Sărindar, a następnie pracował jako nauczyciel religii w gimnazjum im. Gheorghe Lazăra (1864–1866), liceum im. Mateusza Basaraba (1866–1873), Szkoły Normalnej im. Karola I (1867–1873), a od 1870 do 1871 także jako dyrektor seminarium duchownego.
23 kwietnia 1872 został wyświęcony na biskupa miryjskiego, wikariusza archieparchii bukaresztańskiej, zaś w styczniu 1873 powierzono mu katedrę Argeș. Już dwa lata później został przeniesiony na urząd metropolii Mołdawii i Bukowiny, który sprawował do śmierci w 1902. W Jassach, gdzie rezydował jako metropolita mołdawski, ukończył budowę monumentalnego soboru katedralnego św. Paraskiewy, Spotkania Pańskiego i św. Jerzego, zainicjowaną przez metropolitę mołdawskiego Beniamina. Metropolita Józef w asyście 12 biskupów i w obecności króla Rumunii Karola z małżonką Elżbietą dokonał również konsekracji świątyni, co miało miejsce 23 kwietnia 1887. Polecił ponadto przenieść do nowego soboru relikwie św. Paraskiewy, od XVII w. znajdujące się w sąsiednim monasterze Trzech Świętych Hierarchów w Jassach.  
Metropolita Józef przeniósł do Jass i rozlokował w budynku rezydencji metropolitalnej seminarium duchowne działające dotąd w monasterze Socola. W latach 1883–1887 na jego polecenie wydawane było pismo Revista Teologică. W 1888 został wybrany na członka honorowego Akademii Rumuńskiej. Był posiadaczem biblioteki liczącej ponad 10 tys. tomów, którą następnie przekazał właśnie Akademii. Szczególnie interesował się liturgiką i muzyką cerkiewną, gromadził manuskrypty z jej zapisami. Zajmował się również działalnością dobroczynną i charytatywną, założył towarzystwo udzielające pomocy sierotom i wdowom po duchownych prawosławnych, wspierał ubogich uczniów i studentów. 
Zmarł w opinii świętości. Został pochowany w sąsiedztwie soboru katedralnego w Jassach.